# Juan Ignacio Barbieri
Juan Ignacio Barbieri (Olavarría, Buenos Aires, 17 de septiembre de 1996) es un futbolista argentino que juega en la posición de delantero. Actualmente forma parte del plantel de Independiente Rivadavia de la Primera División de Argentina.

## Trayectoria
Formado en las divisiones inferiores de Ferro de Olavarría, llegó a jugar profesionalmente con su club en el Torneo Federal B, antes de migrar a México en agosto de 2015 para unirse al Atlas.
Jugó un semestre en la Liga MX Sub-20 y regresó a su país en enero de 2016 para sumarse a Aldosivi. Para mediados de 2016 se reincorporó a Ferro.
Reforzó a Estudiantes de Olavarría en el primer semestre de 2018, cuando el equipo disputó el Torneo Federal C. 
En julio de 2019 fue contratado por Central Córdoba, el club de Santiago del Estero que acababa de ascender a la máxima categoría del fútbol argentino. Sin embargo en el año que permaneció allí sólo llegó a jugar con el equipo de reserva.
Siguieron pasos por Defensores Unidos de Zárate, Flandria, Acassuso y Deportivo Armenio, club para el que anotó 25 goles en 43 partidos durante 2024.
El 10 de enero de 2025 fue presentado como nuevo jugador de Independiente Rivadavia de la Primera División de Argentina.

## Selección nacional
Disputó el torneo masculino de fútbol de la Universiada de 2019 representando a Argentina.

## Clubes
| Club                    | País      | Año           |
| ----------------------- | --------- | ------------- |
| Ferro Carril Sud        | Argentina | 2012 - 2015   |
| Atlas Sub-20            | México    | 2015          |
| Aldosivi                | Argentina | 2016          |
| Ferro Carril Sud        | Argentina | 2016 - 2017   |
| Estudiantes (Olavarría) | Argentina | 2018          |
| Ferro Carril Sud        | Argentina | 2018 - 2019   |
| Central Córdoba         | Argentina | 2019 - 2020   |
| Defensores Unidos       | Argentina | 2020 - 2021   |
| Flandria                | Argentina | 2022 - 2023   |
| Deportivo Armenio       | Argentina | 2024          |
| Independiente Rivadavia | Argentina | 2025-presente |

## Trayectoria
1. ↑  «Juan Ignacio Barbieri y Mauricio Cardillo, dos oriundos de Olavarría pisando fuerte en Independiente Rivadavia». diariouno.com.ar. 1 de julio de 2025.
2. ↑  «Juan Ignacio Barbieri, del Federal «B» al Atlas de México». interiorfutbolero.com.ar. 20 de agosto de 2015.
3. ↑  «Juani Barbieri, de México a Aldosivi». elpopularhoy.com. 19 de enero de 2016.
4. ↑  «Juan Ignacio Barbieri, la apuesta de Central Córdoba». diariopanorama.com. 22 de julio de 2019.
5. ↑  «Defensores Unidos incorporó al delantero Juan Ignacio Barbieri». diariolavozdezarate.com. 17 de septiembre de 2020.
6. ↑  «Juan Ignacio Barbieri es nuevo refuerzo de Flandria». clubflandria.com.ar. 5 de enero de 2022.
7. ↑  «Bienvenidas las nuevas caras del Quemero para el 2023». soloascenso.com.ar. 17 de diciembre de 2023.
8. ↑  «Juani Barbieri seguirá su carrera en Deportivo Armenio». verte.tv. 12 de enero de 2024.
9. ↑  «Juani Barbieri, el goleador más prolífico del fútbol argentino». verte.tv. 12 de diciembre de 2024.
10. ↑  «Independiente Rivadavia presentó a un goleador del ascenso en 2024». ole.com.ar. 10 de enero de 2025.
11. ↑  «Juni Barbieri fue titular en la Selección Argentina Universitaria». emblemadeportivo.com.ar. 3 de julio de 2019.

- Datos: Q135474582